# Stefan Pauer
Stefan Pauer (* 23. November 1922 im Wipfelhof in Waidmannsfeld; † 4. Dezember 2011) war ein österreichischer Bergsteiger, Fotograf und Bergfilmer. 

## Leben
Bereits mit 13 Jahren erklomm Stefan Pauer alleine den Gipfel des Schneebergs.
In den 1940er und 50er Jahren erstieg er zahlreiche Berge in den Westalpen: so führte er im Monte-Rosa-Stock die Überschreitung von Lyskamm, Castor und Pollux zum Breithorn im Alleingang durch.
Seit 1954 fing er auf seinen Bergtouren zu filmen und zu fotografieren an.
1955 nahm er an der Jubiläumsexpedition der Alpinistengilde der Naturfreunde zum Ruwenzori in Zentralafrika teil. Es folgte die Bewältigung des Kilimandscharo.
1957 drehte Stefan Pauer bei einer Expedition zu den Vulkanbergen in Ostafrika, Mount Elgon, Mount Kenia und Kilimandscharo. Dieser Film wurde in zwei Teilen im Fernsehen ausgestrahlt.
Neben Heinrich Roiss und Franz Mandl war er 1958 einer der drei Erstbesteiger des Haramosh (7406 m) im Karakorum.
Das auf dem Haramosh gedrehte Filmmaterial wurde 2009 digitalisiert und auf dem Bergfilmfestival der Naturfreunde präsentiert. 1959 nahm er an der Dhaulagiri-Expedition unter Fritz Moravec teil und 1961 war er mit der Naturfreunde-Alpinistengilde im Kaukasus unterwegs. Weitere Erstbesteigungen im Cordón de la Jaula in den Anden und auf den Aconcagua (fast 7000 m) in Amerika folgten 1966. Am 4. Dezember 2011 starb Stefan Pauer im Alter von 90 Jahren.